# Diócesis de Telde
El obispado de Telde, inicialmente conocido como obispado de las islas Afortunadas, fue la primera diócesis creada en las islas Canarias, siendo erigido por el papa Clemente VI en 1351 con sede en la población aborigen de Telde de la isla de Gran Canaria. Dicho papa dictó la bula Coelestis rex regum nombrando como primer obispo de las islas Afortunadas al carmelita fray Bernardo Font.
El obispado tenía un carácter misional, por lo que se encontraba sujeto directamente a la Santa Sede.
La diócesis teldense, desconocida por la historiografía hasta la década de 1950, surgió básicamente como un proyecto de evangelización cristiana de las recién descubiertas islas Canarias, habitadas desde antiguo por pueblos aborígenes gentiles o paganos, es decir, no adscritos a ninguna de las grandes religiones monoteístas que dominaban el Viejo Mundo bajomedieval.
El escudo heráldico del moderno municipio de Telde lo recuerda con los símbolos del báculo episcopal y con la leyenda Fortunatarum Prima Civitas et Sedis, primera ciudad y sede de las Afortunadas.

## Historia

Escudo heráldico del municipio grancanario de Telde, cuyas armas rememoran el obispado homónimo.

Las islas Canarias fueron redescubiertas para el mundo europeo medieval a finales del  siglo XIII con las expediciones de los hermanos Vivaldi o la de Lanceloto Malocello. Los mallorquines se interesarán pronto por las islas, organizándose varias expediciones comerciales en 1342. Enterado de estas noticias, e interesado en extender el catolicismo en el nuevo territorio, el papa Clemente VI concedió en 1344 el título de príncipe de la Fortuna a Luis de la Cerda con la obligación de evangelizar las islas, pero este proyecto quedó sin efecto debido a la muerte de Luis en 1348.
En mayo de 1351 varios armadores mallorquines solicitan del papa gracias espirituales para ir a Canarias. El papa las concede, convirtiendo la expedición en una misión evangelizadora. La tripulación estaba formada por unos treinta misioneros, entre los que había religiosos clérigos y seglares así como doce neófitos aborígenes que habían sido rescatados y adoctrinados en Mallorca para utilizarlos como intérpretes. Como apoyo a esta importante misión el papa nombra obispo «en las islas Afortunadas» a fray Bernardo Font, indicándole que cuando fuera posible eligiera un lugar para levantar la catedral y darle título de obispado y ciudad.
En 1353 arribó a la isla de Gran Canaria la expedición mallorquina. Los misioneros se instalaron en Telde, una de las principales poblaciones aborígenes de la isla, pasando a partir de este momento el obispado a denominarse teldensis.
Las misiones se suceden en las décadas finales del siglo hasta que en 1393 los últimos misioneros que viven entre los aborígenes de Gran Canaria son martirizados por estos presumiblemente como castigo por los continuos asaltos esclavistas.
La diócesis teldense sobrevivirá nominalmente aún ya iniciada la conquista de las islas Canarias, cuando se crea el nuevo obispado de San Marcial del Rubicón con sede en la isla de Lanzarote, primera efectivamente conquistada. La sede del obispado teldense quedará finalmente vacante en 1411 con el fallecimiento de su último obispo fray Jaime Olzina.
El obispado de Telde fue rescatado como diócesis titular en 1969 por el papa Pablo VI, elevándolo el papa Francisco a la dignidad de arzobispado honorífico en 2013.

## Episcopologio
- Fray Bernardo Font (7 de noviembre de 1351-27 de junio de 1354), fraile mallorquín de la orden de Nuestra Señora del Monte Carmelo, fue trasladado a la diócesis de santa Giusta en Cerdeña.[1]
- Fray Bartolomé (2 de marzo de 1361-1362), fraile de la orden de Predicadores. La sede teldense queda vacante tras su fallecimiento.[8]
- Fray Bonanat Tarí (2 de julio de 1369-circa 1390), fraile menorquín de la Orden de Frailes Menores, confesor del rey Pedro IV de Aragón.[8]
- Fray Jaume Olzina (31 de enero de 1392-1411), fraile mallorquín de la orden de Predicadores y obispo auxiliar de la archidiócesis de Zaragoza.[6]

Obispos titulares
- William Aquin Carew (27 de noviembre de 1969-8 de mayo de 2012)
- Giampiero Gloder (desde el 21 de septiembre de 2013)